# 順利邨公園
順利邨公園（英語：Shun Lee Tsuen Park），是香港的一座公園，位於九龍觀塘區秀茂坪順利邨道33號，1999年8月啟用，佔地3.3公頃，不過亦有指順利邨公園早於1991年已經存在。公園由康樂及文化事務署管理。